# Schlossbauerngut

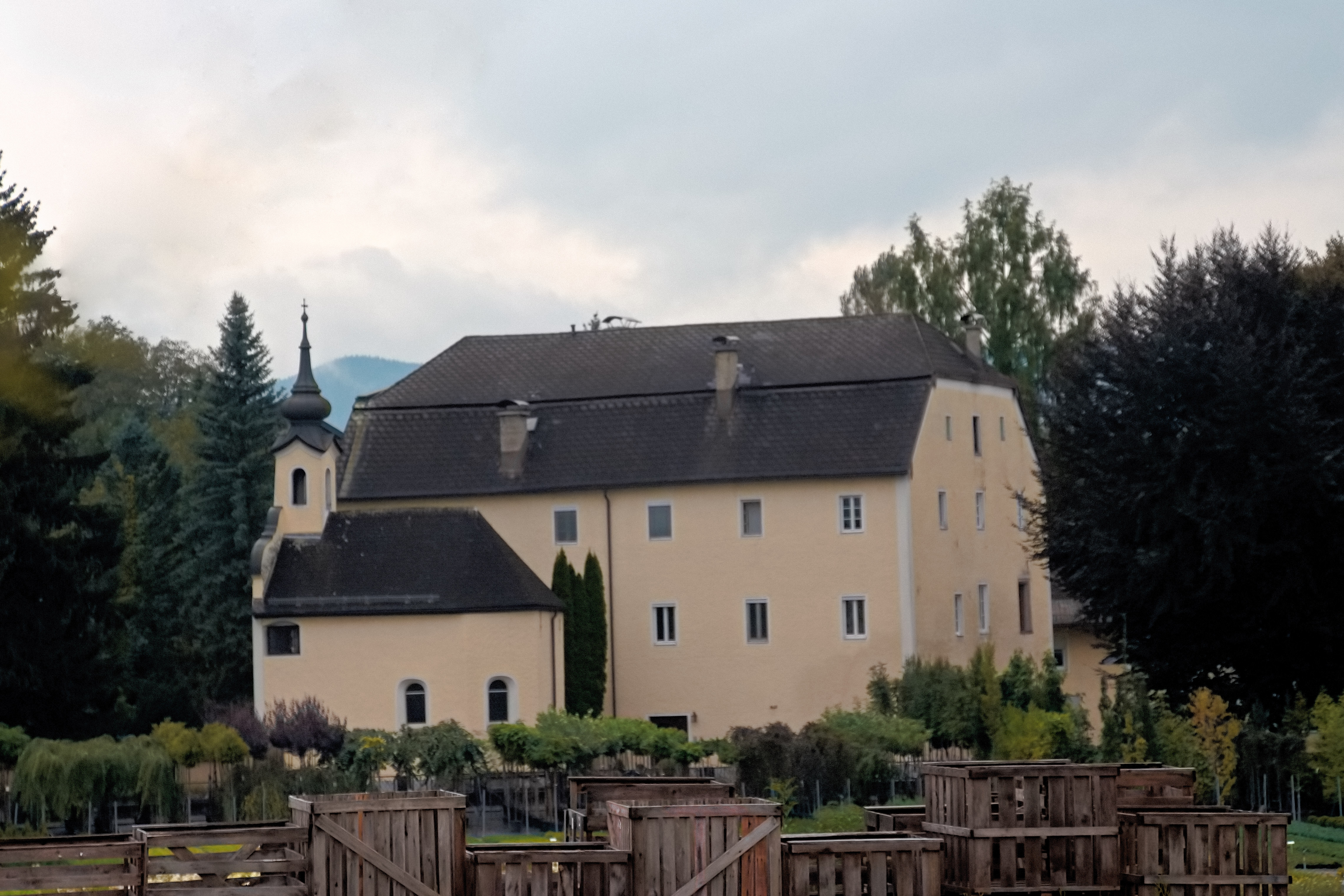
Das Schlossbauerngut

Das Schlossbauerngut mit der Annakapelle ist ein Ansitz aus dem 15. Jahrhundert im Ort Liefering (Lieferinger Hauptstraße 86), heute ein Stadtteil von Salzburg.

## Geschichte

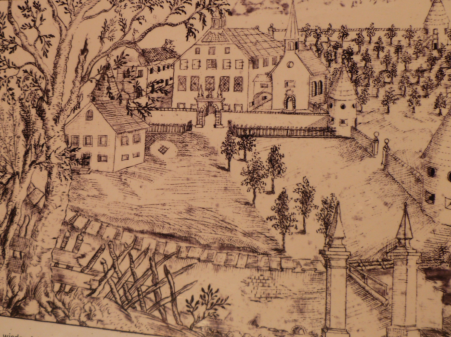
Das Schlossbauerngut im 17. Jahrhundert

1463 ist der Salzburger Arzt Leonhard Kurz als Besitzer auf dem Gut in Liefering nachgewiesen. Da in seinem Testament von dem „gut zu lifring, das er daselbst ererbt hat“ die Rede ist, muss bereits früher ein Haus bestanden haben. Nach seinem Tod ging der Besitz 1495 an seine Frau Ursula Lyfringin (abgeleitet zu dem Beinamen ihres Gatten, des „Lifrigers“), dann an die Tochter Margareta (1502), die mit Sebastian Klaner, dem Urbarrichter vom Kloster St. Peter verheiratet war. Diesen folgte Sebastian Höflinger, Kanzler und Hofurbarrichter. Von diesem geht es 1576 an seine Witwe und seinen Sohn Sebastian. Zu dieser Zeit muss bereits ein gemauertes Gehöft bestanden haben, das abgabenfrei war. In weiterer Folge übernehmen die Ehemänner der beiden Schwestern des Sebastian Höflingers – Hans Jakob Teufl von Pichl und Christoph Georg Schweickhardtsreiter zu Sweykhartsrieth – den Besitz und verkaufen ihn 1592 an den edlen und Hauptmann Leonhard Ehrgott. Dieser wurde 1596 Obrister Hauptmann der königlichen Majestät von Spanien, Salzburger Kriegsrat und um 1600 von Kaiser Rudolf II. in den Reichsadelstand erhoben. Er baute das inzwischen zum Schloss gewordene Haus in Liefering um und gab ihm im Wesentlichen die heutige Gestalt. Es wurden ein Westtrakt als Kaserne sowie eine Ringmauer um das Schloss und eine heute nicht mehr bestehende Zugbrücke hinzugefügt. Leonhard Ehrgott war trotz mehrfacher Ehen kinderlos geblieben. Daher ging der Besitz über den Umweg seiner Nichten und Neffen auf dem Verkaufsweg an einen Georg Ludwig Grimming. Darauf folgten wieder Adelige wie Ludwig von Grimming zu Neudegg und Liefering, Dorothea Gräfin von Schernberg und Thomas Perger von Emslieb.
Ab 1685 scheint der „Adeliche Süz Lifering“ an Franz Georg Grembs, Stadt- und Hofmedicus von Salzburg und mit den Grimmings verschwägert, gekommen zu sein. Nach dessen Ableben 1706 verkauften seine Tochter Anna Ursula und sein Sohn Stephan Adam das Gut im selben Jahr an ihren Kurator Adam Franz Gutrater (daher auch der Name Gutratshof). 1741 verkaufte dieser das Schloss an seinen Sohn Carl Adam. Nach dessen Tod erbten seine sechs Kinder den Besitz. 1758 verkauften Joseph Claudi von Altguetrat, seine Schwester Maria Franziska Theresia und deren Mutter Maria Elisabeth den ganzen Besitz an Johann Marian Lürzer von Zehendthal. Dies war der letzte adelige Besitzer des Schlossgutes. Auf ihn folgten in schneller Reihenfolge der Bierbrauer Lorenz Hierl (1763), dessen Frau Kunigund Böstin (1793), Franz Hörl oder Hierl (1803), Anna Waldherr (1824) und schließlich Jakob Helminger durch Ersteigerung (1833). Katharina Helminger hatte 1949 Hans Unger geheiratet. Ihre Nachfahren wohnen heute noch auf dem Ansitz.
1929 riss ein großer Sturm das Schindeldach des Schlosses fort. Das Dach wurde in leicht veränderter Form wiederhergestellt. In den folgenden Jahren wurde das Gebäude schrittweise renoviert. 1949 wurde das Schlossbauerngut unter Denkmalschutz (Listeneintrag) gestellt.

## Beschreibung
Das Schloss wurde vermutlich Anfang des 17. Jahrhunderts in seiner heutigen Form errichtet. Es ist ein dreigeschoßiger, kubischer Bau mit einem mächtigen Schopfwalmdach, im Osten durch einen Verbindungstrakt mit der Annakapelle verbunden.

### Annakapelle
1606 wurde unter Leonhard Ehrgott die Annakapelle gebaut und zu Ehren des Festes Mariae Himmelfahrt geweiht. Ihre Ostseite grenzt an den Ansitz. Es ist ein hoher, zweijochiger, Nord-Süd gerichteter Saalbau mit einer polygonalen Apsis (3/8-Schluss) im Norden. Die Eingangsfassade im Süden wird von einem geschweiften Volutengiebel und einem Dachreiter mit einem Zwiebelhelm bekrönt.
Der Innenraum der Kapelle hat ein Tonnengewölbe mit Stichkappen und eine Pilastergliederung mit ionischen Kapitellen. Im Gewölbestuck aus dem dritten Viertel des 18. Jahrhunderts sind Reliefs der vier Evangelisten zu sehen. 1975 wurde mit der Renovierung der Kapelle begonnen. Dabei wurden alte Freskenreste mit Aposteldarstellungen freigelegt. Reste von barocker Wandmalerei  aus dem 17. Jahrhundert als Tür- und Fensterumrahmung, Apostelkreuze und Halbfiguren sind stark erneuert.
Der ursprüngliche Renaissancealtar mit dem Altarbild Mariä Himmelfahrt – dem ursprünglichen Patronat zum Fest Mariä Himmelfahrt – wurde in der Zwischenkriegszeit an einen unbekannten Ort verkauft. Ein Bild zeigt Maria als Rosenkranzkönigin und den Stifter der Kapelle. Ein Renaissancebild Anna selbdritt von Arsenio Mascagni ging 1824 an den Kronprinzen Ludwig von Bayern. Der heutige Altar mit einem Kreuz stammt aus dem dritten Viertel des 18. Jahrhunderts. 1976 wurde die Kapelle durch Prälat Ferdinand Grell neu geweiht.

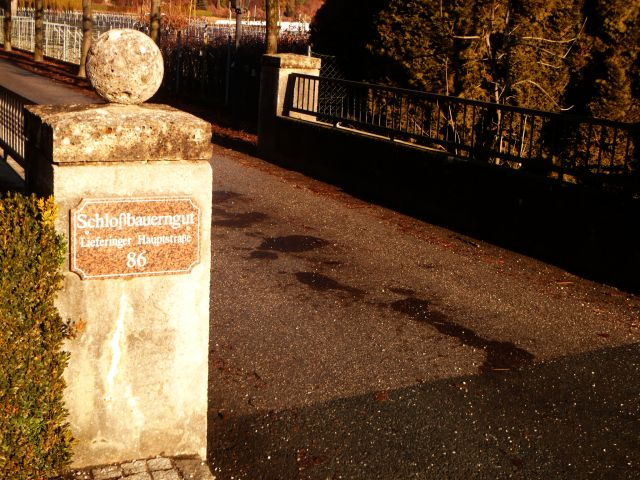
Einfahrt
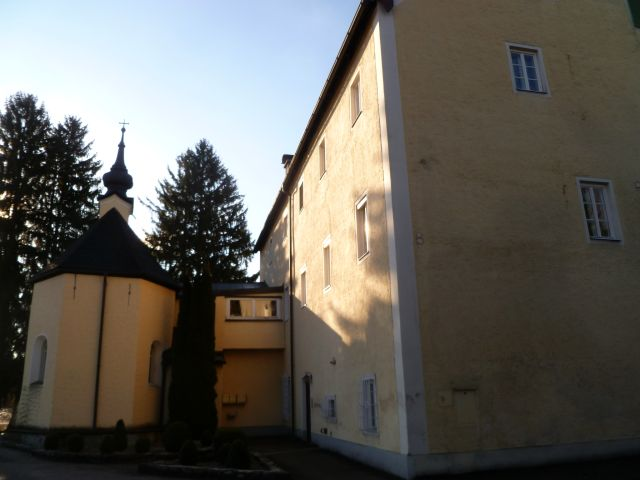
Rückseite
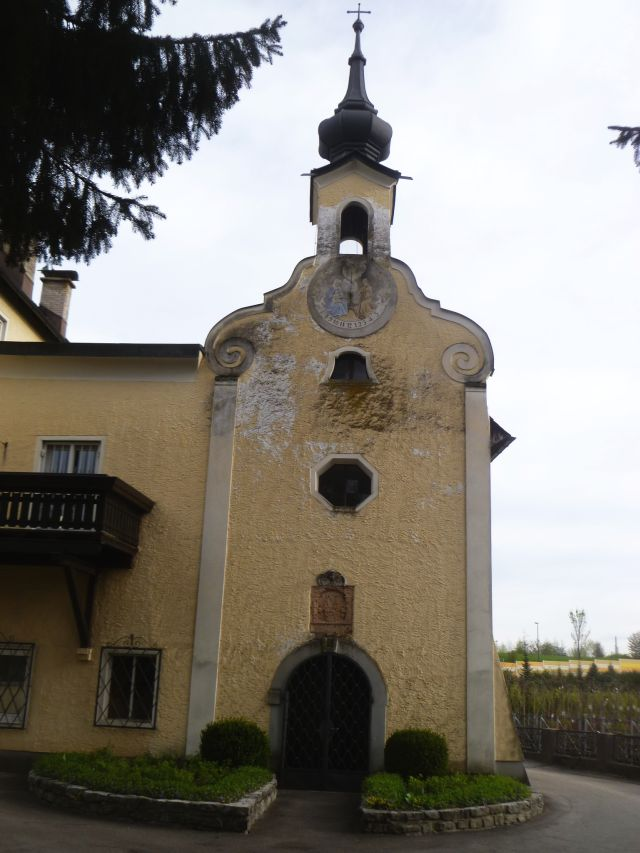
St.-Anna-Kapelle
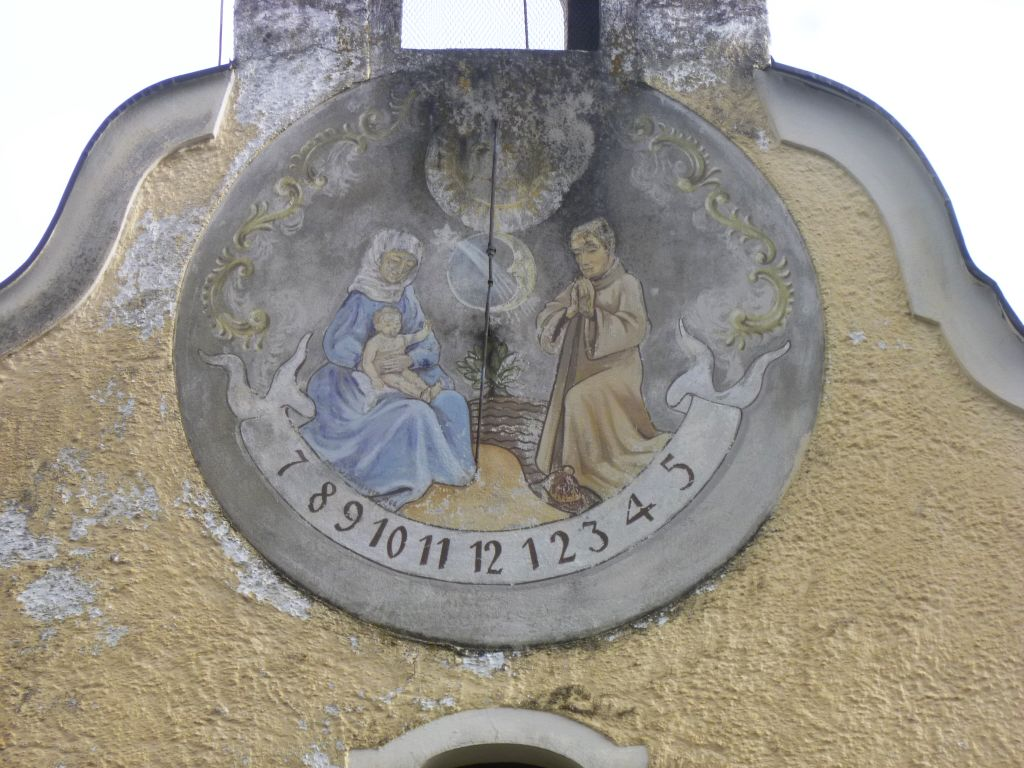
Detail an der Kapelle